# Tempelherreorden
Uppslagsorden ”Tempelherre” och ”Tempelriddare” leder hit. För riddarväsendet, se Korsriddare. För den nutida nykterhetsorden, se Tempel Riddare Orden.
Tempelherreorden (latin: Pauperes commilitones Christi templique Salomonis, 'Kristi och Salomos tempels fattiga riddare', PCCTS) var en medeltida riddarorden som grundades av Hugo av Payens, Gottfrid av Saint-Omer och sju andra riddare 1118 för att skydda pilgrimer mot överfall då de färdades till Jerusalem under korstågen, och för att värna Korsfararstaterna. Vissa källor anger grundandet till 1119 eller redan 1111–1112 men 1118 är ordens egna officiella tidpunkt för grundandet. År 1128 var de officiellt inbjudna till kyrkomötet i Troyes. År 1128 bekräftades orden av påven. Namnet kommer av att ordens högkvarter låg i Klippdomen, som numera är en muslimsk helgedom i Jerusalem och är belägen på platsen för det forna Salomos tempel.
Genom sin rikedom och sina vittgående privilegier blev orden en viktig maktfaktor och ådrog sig den franske kungen Filip IV, "Filip den skönes", vrede. Större delen av orden i Frankrike fängslades fredagen den 13 oktober 1307 på order av Clemens V och blev senare avrättade. Den siste stormästaren Jacques de Molay brändes tillsammans med Geoffrey de Charney på bål den 18 mars 1314. Med stöd av olika anklagelser (bland annat för heresi, avgudadyrkan och homosexualitet) och genom tortyr frampressade falska bekännelser lyckades kungen få påven Clemens V att den 22 mars 1312 upplösa orden i bannbullan Vox in excelso. Det så kallade Chinon-pergamentet, som finns bevarat i Vatikanens arkiv, visar att Clemens V år 1308 gav tempelriddarna absolution för anklagelserna, vilket betraktas som ett stöd för att påven åtminstone till en början strävade efter att bevara Tempelherreorden inom kyrkan.

## I modern tid
Orden sägs ha överlevt underjordiskt och framträdde då Filip, hertig av Orléans, utsågs till stormästare 1705. Dokumenterade belägg för detta saknas dock. Ingen nuvarande form av Tempelherreorden erkänns av Vatikanen. Det finns flera påvliga dekret och andra uttalanden mot alla former av Tempelherreordnar.
Namnet lever också vidare i ordet godtemplare. Den moderna orden Tempel Riddare Orden har också tagit sitt namn härifrån, men säger sig uttryckligen inte vara en fortsättning på den medeltida orden.

## I skönlitteraturen
Tempelherrarna förekommer i Walter Scotts Ivanhoe, Jan Guillous böcker om tempelriddaren Arn, Don Rosas tecknade serie Korsfararkungarnas krona, Dan Browns Da Vinci-koden,  Raymond Khourys bok Den siste tempelriddaren (2006), Steve Berrys bok Tempelriddarens arv, Robyn Youngs trilogi Brödraskapet (2002) samt i otaliga konspirationsteorier, exempelvis i satirisk form i Umberto Ecos bok Foucaults pendel.
Det svenska metalbandet Sabaton har en låt vid namn ''Templars'', som släpptes den 25 april 2025.